# Lommaryds kyrka
Lommaryds kyrka en kyrkobyggnad som tillhör Lommaryds församling i Linköpings stift. Kyrkan ligger i Lommaryd i Aneby kommun.

## Kyrkobyggnaden
Föregående kyrka på platsen var en korskyrka som uppfördes på medeltiden och som hade ett torn på korsmitten. 1755 revs klockstapeln och kyrkans torn byggdes på. 1890 revs kyrkan.
Nuvarande kyrka uppfördes 1890-1894 efter ritningar av arkitekt Ludwig Peterson. Kyrkobyggnaden med underliggande sockel är byggd av röd granit och består av ett enskeppigt långhus med rundat kor i öster och torn i väster. Korsarmar sträcker sig ut åt norr och söder. Sakristian är inrymd i södra korsarmen. Norra korsarmen är sedan 1991 inredd till lillkyrka och skiljs av från övriga kyrkorummet av en glasvägg.
Kyrkorummets väggar och kryssvalv är putsade och vitkalkade.

## Inventarier
- Predikstolen är snidad 1734 och fanns i gamla kyrkan.
- Dopfunten är från 1200-talets början. Cuppans sidor har uthuggna figurer i relief.
- Ett triumfkrucifix är från 1300-talet.
- I koret finns ett altarbord av tegel med en stenskiva från medeltidskyrkan.
- En paten är från 1679. En vinkanna är från 1711. En oblatask är från 1667.

## Bildgalleri

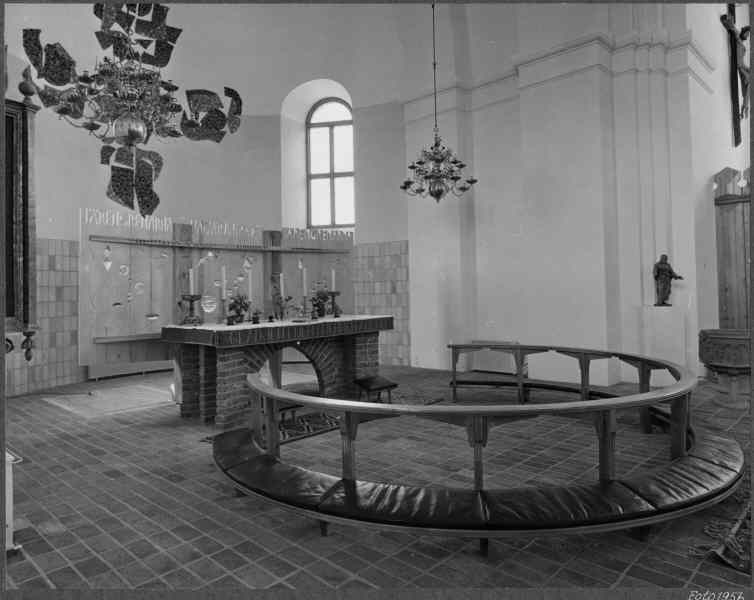
Koret i öster
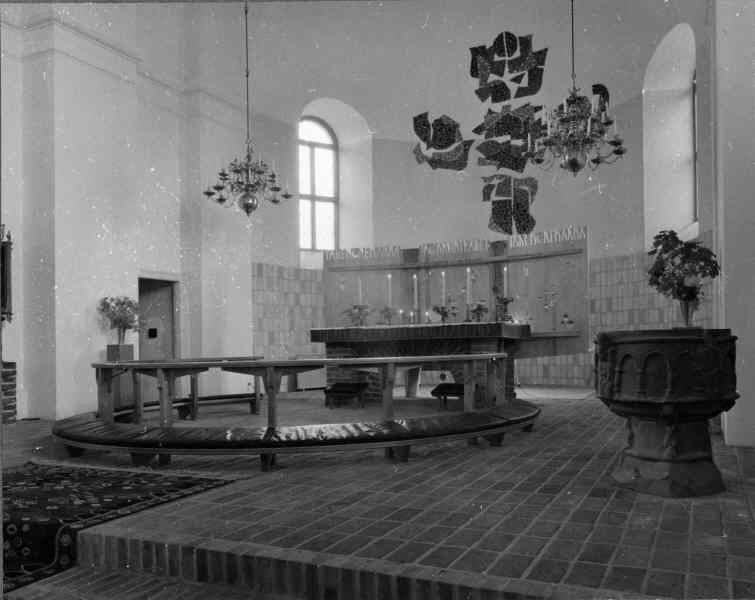
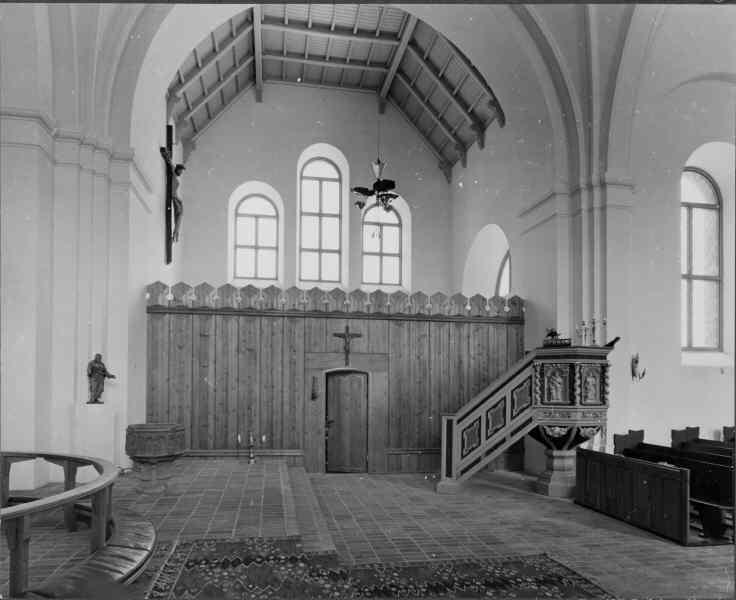
Interiör mot söder
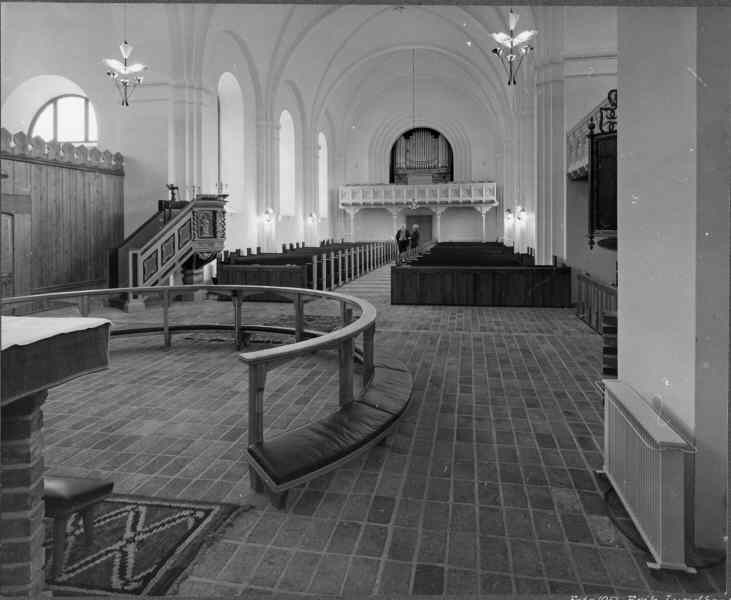
Interiör mot väster.
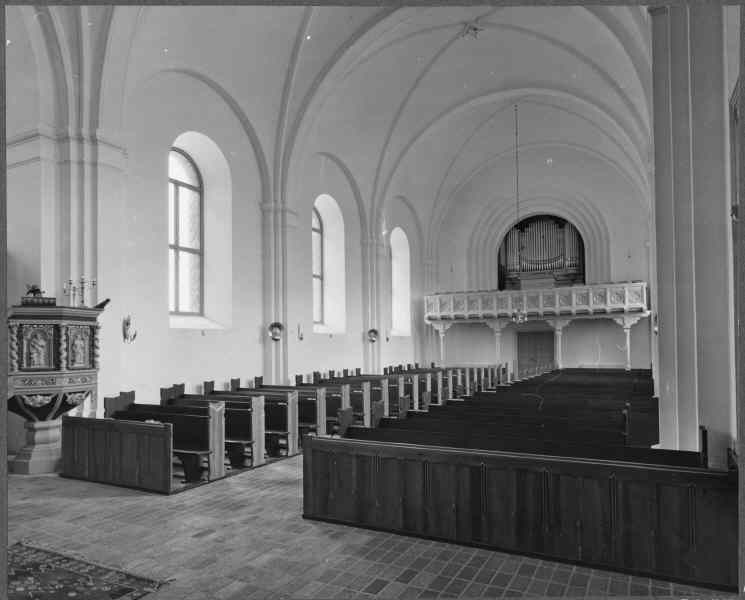

## Orgel
- 1698 renoveras orgelverket av Lars Betulander. 1702 renoveras orgelverket av Johan Åhrman. 1674 får orgelbyggaren Nils i Säby 8 daler kopparmynt.
- Innan 1773: Gammalt orgelverk med 9 stämmor. Skänkt av Sew. Ribbing.[1]
- En orgel med 7 stämmor byggs innan 1894.
- Orgeln med 16 stämmor är byggd 1894 av Åkerman & Lund Orgelbyggeri. Det är en mekanisk orgel med roosweltlådor och tonomfånget är 54/27.

| Huvudverk I         | Svällverk II        | Pedal          | Koppel    |
| Borduna 16’         | Rörfleute 8’        | Subbas 16’     | I/P       |
| Principal 8’        | Salicional 8’       | Violoncelle 8’ | II/P      |
| Flûte harmonique 8’ | Principal 4’        | Basun 16'      | II/I      |
| Gamba 8’            | Flûte octaviante 4’ |                | I 4'/I    |
| Oktava 4’           | Waldfleute 2'       |                | II 16'/II |
| Qvinta 3’           |                     |                |           |
| Octava 2'           |                     |                |           |
| Trumpet 8'          |                     |                |           |

### Webbkällor
- byggnadspresentation
- Rapport från Jönköpings läns museum

- Wikimedia Commons har media som rör Lommaryds kyrka.

### Fotnoter
1. ↑  Abr. Hülphers, Historisk Afhandling om Musik och Instrument särdeles om Orgwerks Inrättningen i Allmänhet jemte Kort Beskrifning öfwer Orgwerken i Swerige (1773), s. 271.